# JAK2-Mutation
Die JAK2-V617F-Punktmutation ist eine genetische Mutation, die ursächlich für einige Myeloproliferative Neoplasien (MPN) ist, einer Gruppe von Krankheiten, die auf der bösartigen Entartung von blutbildenden Zellen beruhen.

## Molekularer Wirkmechanismus
Durch die Punktmutation kommt es zu einem Austausch von Guanin durch Thymidin an der Nukleotidposition 1848 im JAK2-Gen. Der Basenaustausch führt zu einer Substitution von Valin durch Phenylalanin an der Aminosäureposition 617 in Exon 14 des JAK2-Polypeptids und damit zu einer dysregulierten bzw. dauerhaft aktivierten Kinaseaktivität. Dies aktiviert wiederum den JAK-STAT-Signalweg.
Die Punktmutation kommt innerhalb der myeloproliferativen Erkrankungen mit unterschiedlicher Häufigkeit vor. Besonders bei der Polycythaemia vera findet sich die JAK2-Mutation in 95 % sowie in 50–60 % aller Patienten mit einer Essentiellen Thrombozythämie und einer primären Myelofibrose.
Die Erstbeschreibung der Mutation erfolgte 2005 und führte dann zur Entwicklung spezifischer Januskinase-Inhibitoren wie Ruxolitinib und Tofacitinib, die bei Vorliegen der Punktmutation bei myeloproliferativen Erkrankungen erfolgreich eingesetzt werden.
Bei Patienten, die keine JAK2-Mutation aufweisen, konnten Mutationen u. a. im Thrombopoetin-Rezeptor-Gen (MPL) ebenfalls mit Aktivierung des JAK-STAT-Signalwegs und im Calreticulin-Gen entdeckt werden.

## Bedeutung der Mutation
Die bisherigen Forschungsergebnisse deuten darauf hin, dass MPN-Betroffene, die JAK2-positiv sind, ein größeres Risiko für thromboembolische Komplikationen haben. Das JAK2-Protein spielt eine wichtige Rolle bei der Signaltransduktion in der Zelle. Durch die Mutation wird es aktiviert, so dass betroffene Zellen dauerhaft eine gesteigerte Zellteilungsrate haben. Eine höhere Anzahl mutierter Allele, insbesondere über 50 %, korreliert dabei bei der Essentiellen Thrombozythämie und der Polycythaemia Vera mit einem erhöhten Thromboserisiko.